# Gandzani
Gandzani (en georgiano: განძანი; en armenio: Գանձա, romanizado: Gandzá) es un pueblo de Georgia ubicado en el sur de la región de Mesjetia-Yavajetia, siendo parte del municipio de Ninotsminda. Gandzani es el pueblo más grande del municipio de Ninotsminda después de la propia Ninotsminda. 

## Geografía
Gandzani está cerca del río Paravani y del lago Paravani, a 22 km de Ninotsminda.

## Historia
Los habitantes del pueblo emigraron en 1830 desde los vilayet de Erzurum, Kars, Ardahan y Salmas. La mayor parte de la población proviene del pueblo de Karchnkots (actualmente Yesilova) en Turquía.

## Demografía
Según los datos del censo de 2014, los armenios suponen el 99,8% de la población local. La mayoría de los habitantes de Gandzani son armenios ortodoxos.

## Economía
El pueblo es rico en agricultura por estar cerca del río Paravani.

## Infraestructura

### Lugares de interés
En el pueblo se han conservado dos iglesias georgianas bien conservadas construidas por Shalva, un representante de la familia Jakli del siglo XIV. En el pueblo está la iglesia de San Karapet, construida en 1859. 
En el pueblo se encuentra la casa-museo de Vahan Terian. Desde 1966, todos los años se celebran en el asentamiento los Días de Teryan con gran solemnidad, a los que asisten delegaciones de personalidades políticas y culturales de Armenia y Georgia.

### Transporte
La línea ferroviaria Tiflis-Ajalkalaki pasa cerca del pueblo.

## Personas ilustres
- Vahan Terian (1885-1920): eminente poeta armenio, lírico y activista público durante la revolución bolchevique.

## Galería

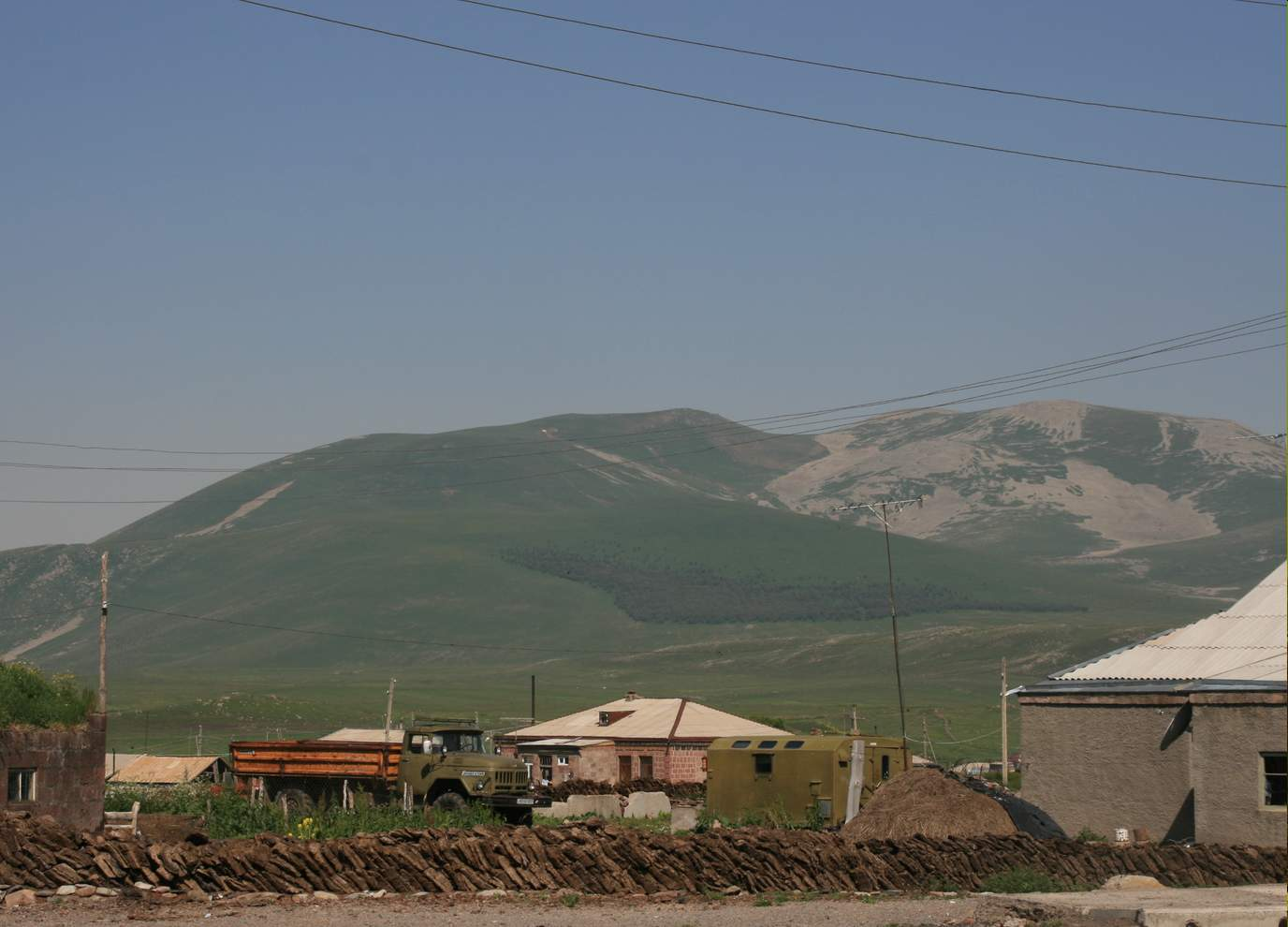
Gandzani y el monte Abuli
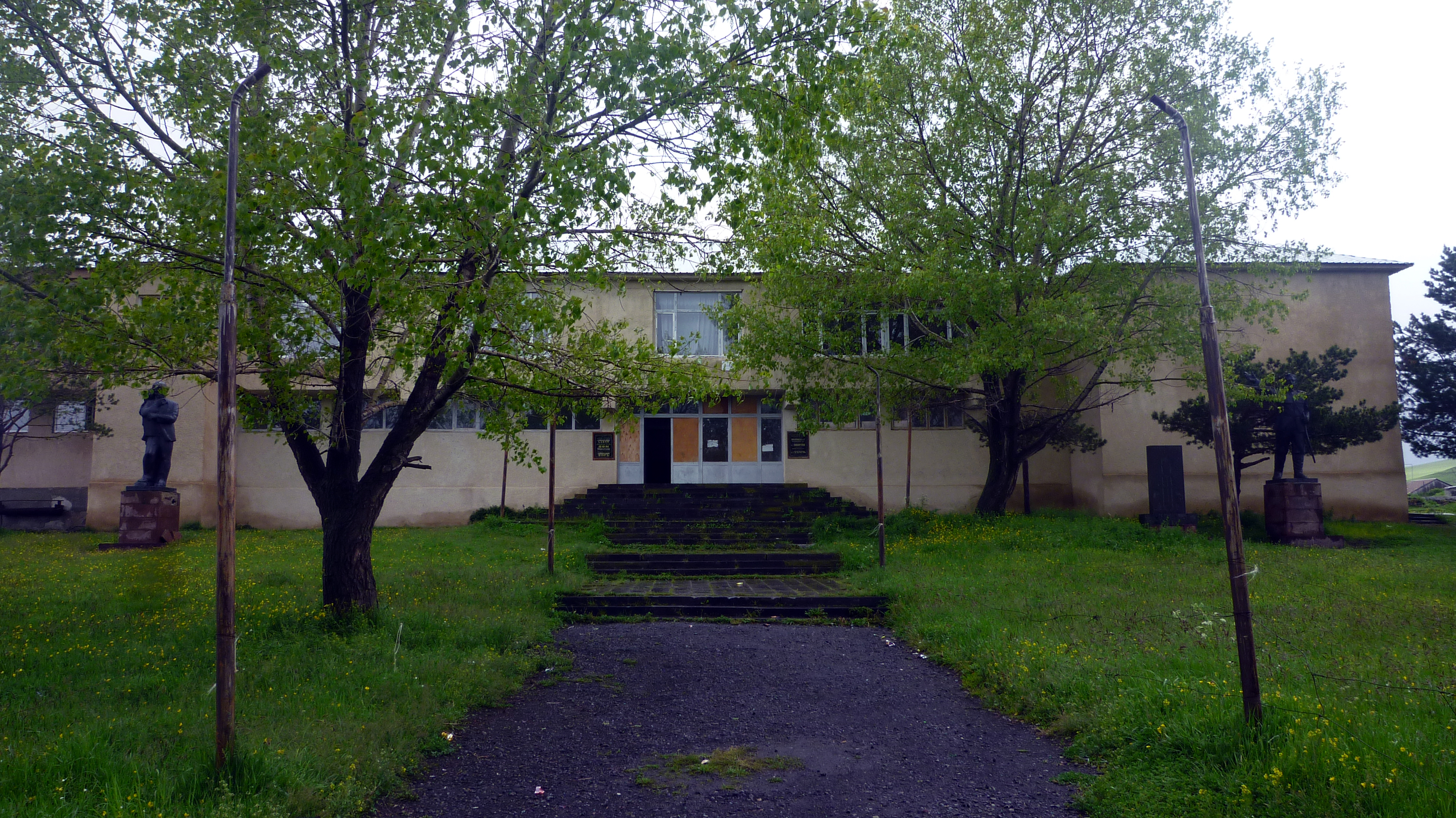
Casa de la cultura de Gandzani
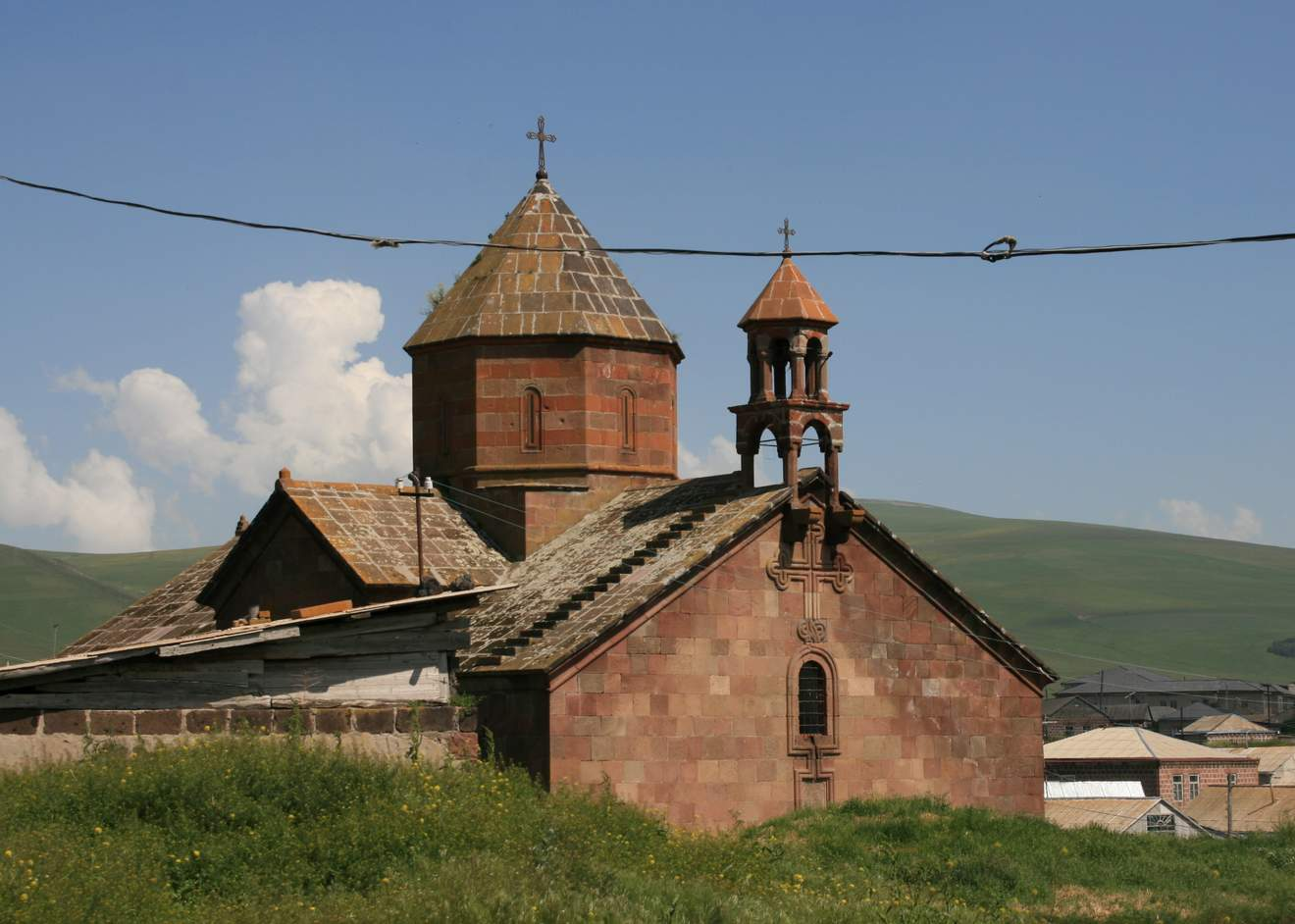
Iglesia católica de Gandzani
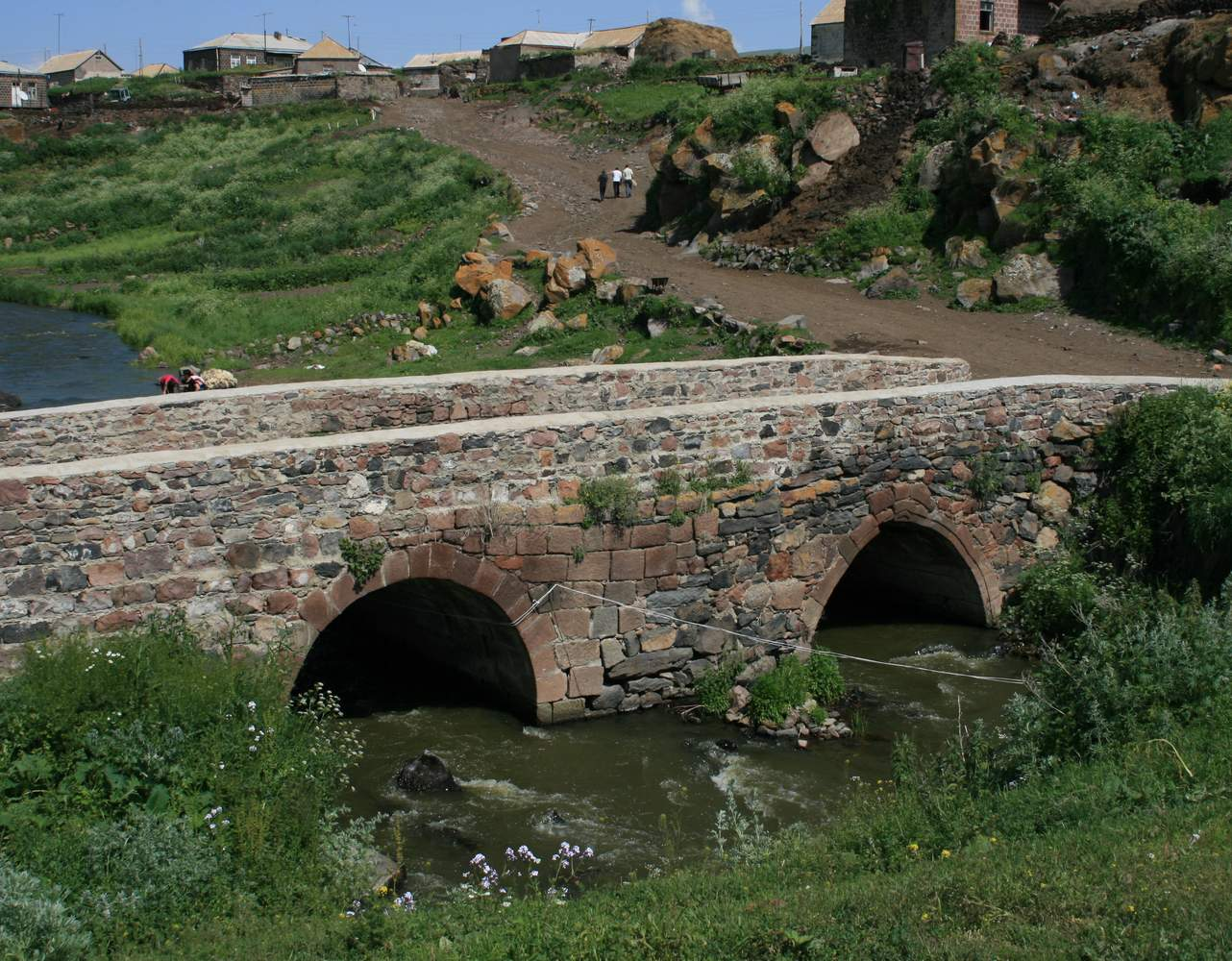
Puente